# Alfred Konstantinovič Feděckij
Alfred Konstantinovič Feděckij (rusky: Альфред Константинович Федецкий, 1857, Žytomyr, Ruská říše, nyní Ukrajina – 21. července 1902, Minsk, Ruská říše, nyní Bělorusko) byl ukrajinský fotograf a filmař polského původu.

## Životopis
Vytvořil četné portréty významných ukrajinských a ruských osobností jako byli například: Ivan Ajvazovskij, Petr Iljič Čajkovskij, Jan Kronštadtský a kromě toho portrétoval členy císařské rodiny Romanovců. Byl osobním fotografem vévodkyně Alexandry Petrovny Oldenburské.
V letech 1880–1886 pracoval v kyjevském ateliéru polského fotografa Włodzimierza Wysockého.
Feděckij, který pracoval převážně v Charkově, byl také průkopnickým kameramanem. Jeho zásluhou je, že byl prvním Ukrajinců, který natočil vůbec první ukrajinský film s názvem „Velký převoz Ikony Ozerjanské z kláštera Kurjaž do Charkova, 20. září 1896“.

## Galerie

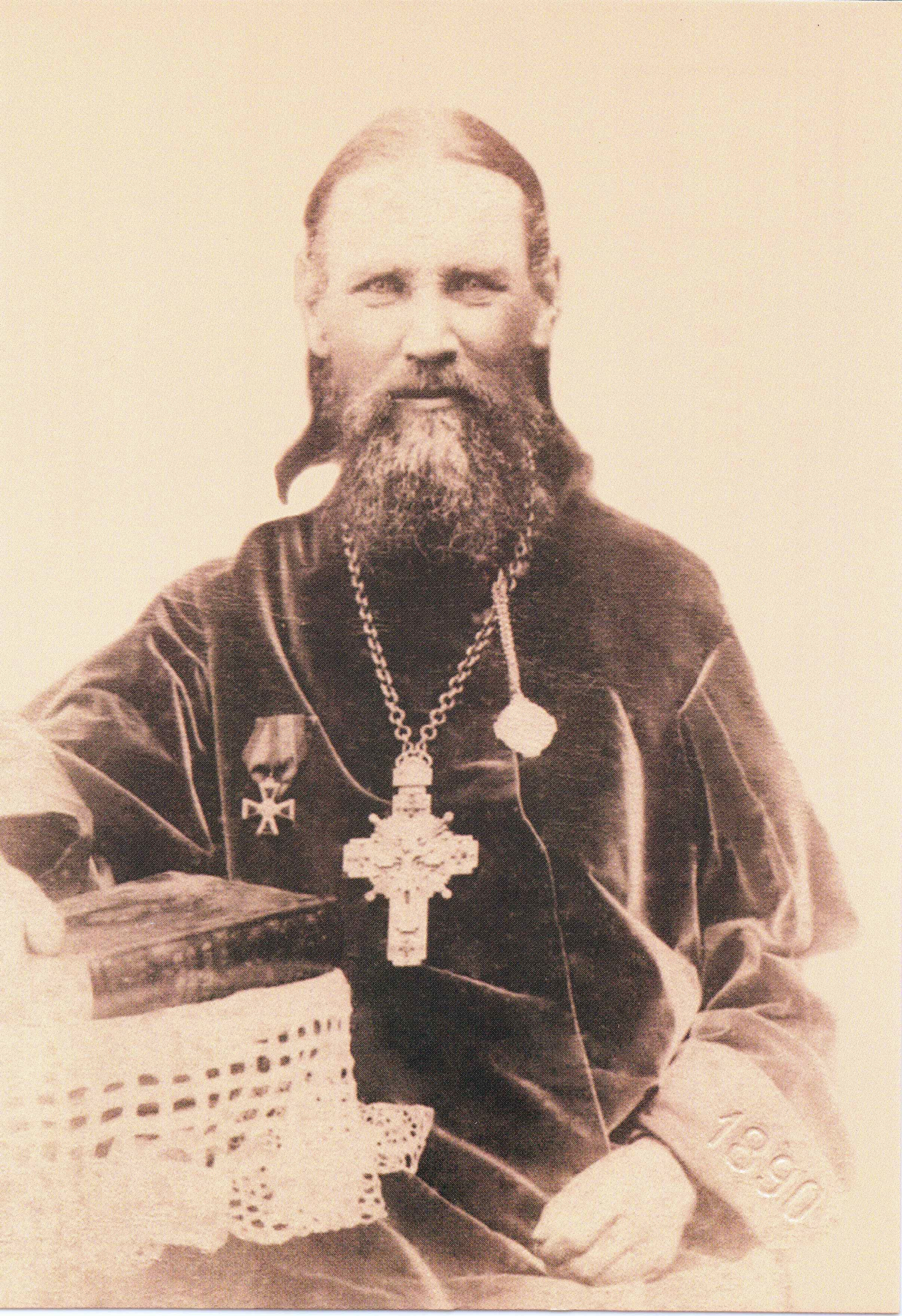
Biskup Jan Kronštadtský, 1890
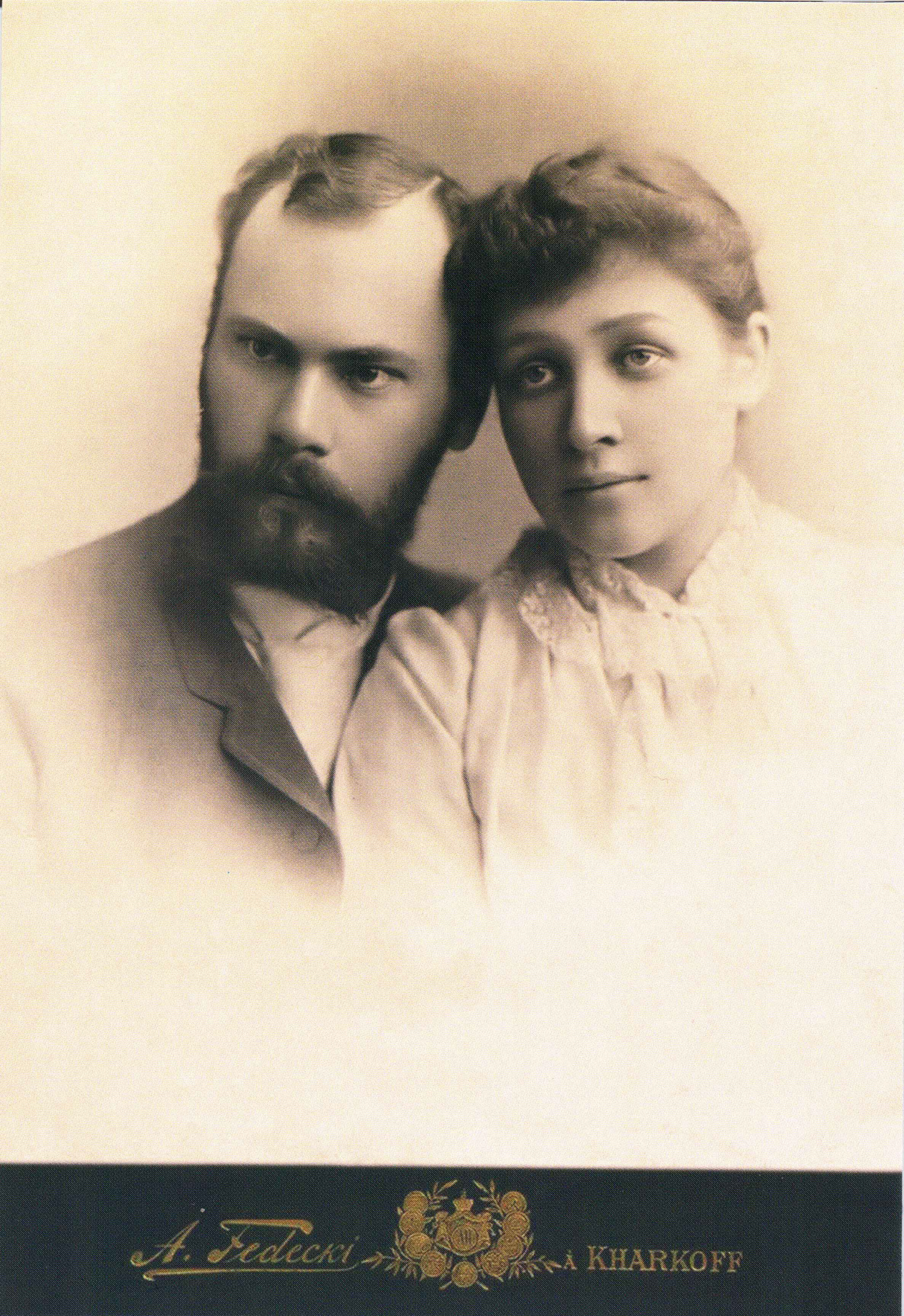
Architekt Alexej Beketov se ženou, dcerou Alexeje Alčevského, 1890
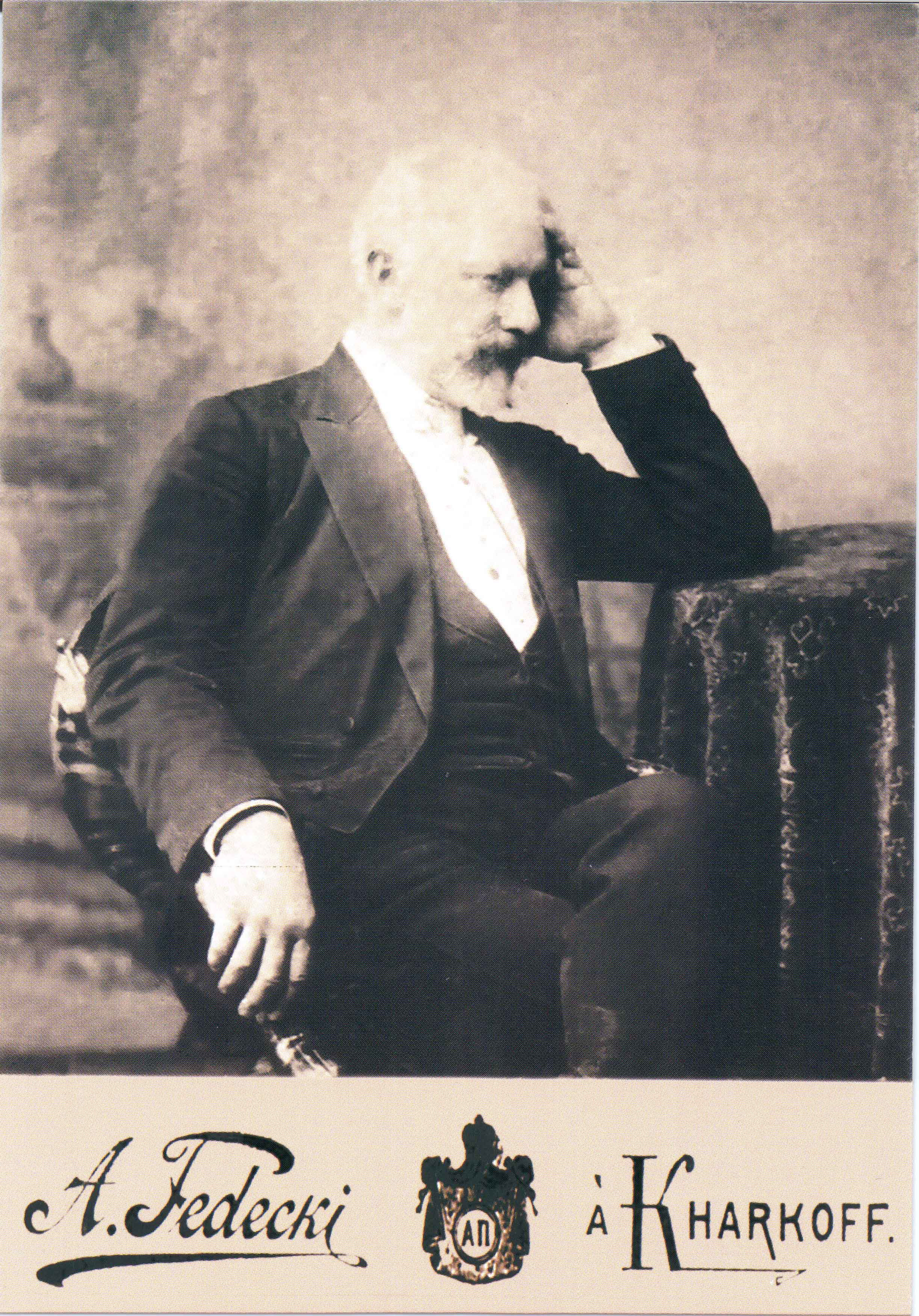
Skladatel Petr Iljič Čajkovskij, 1893
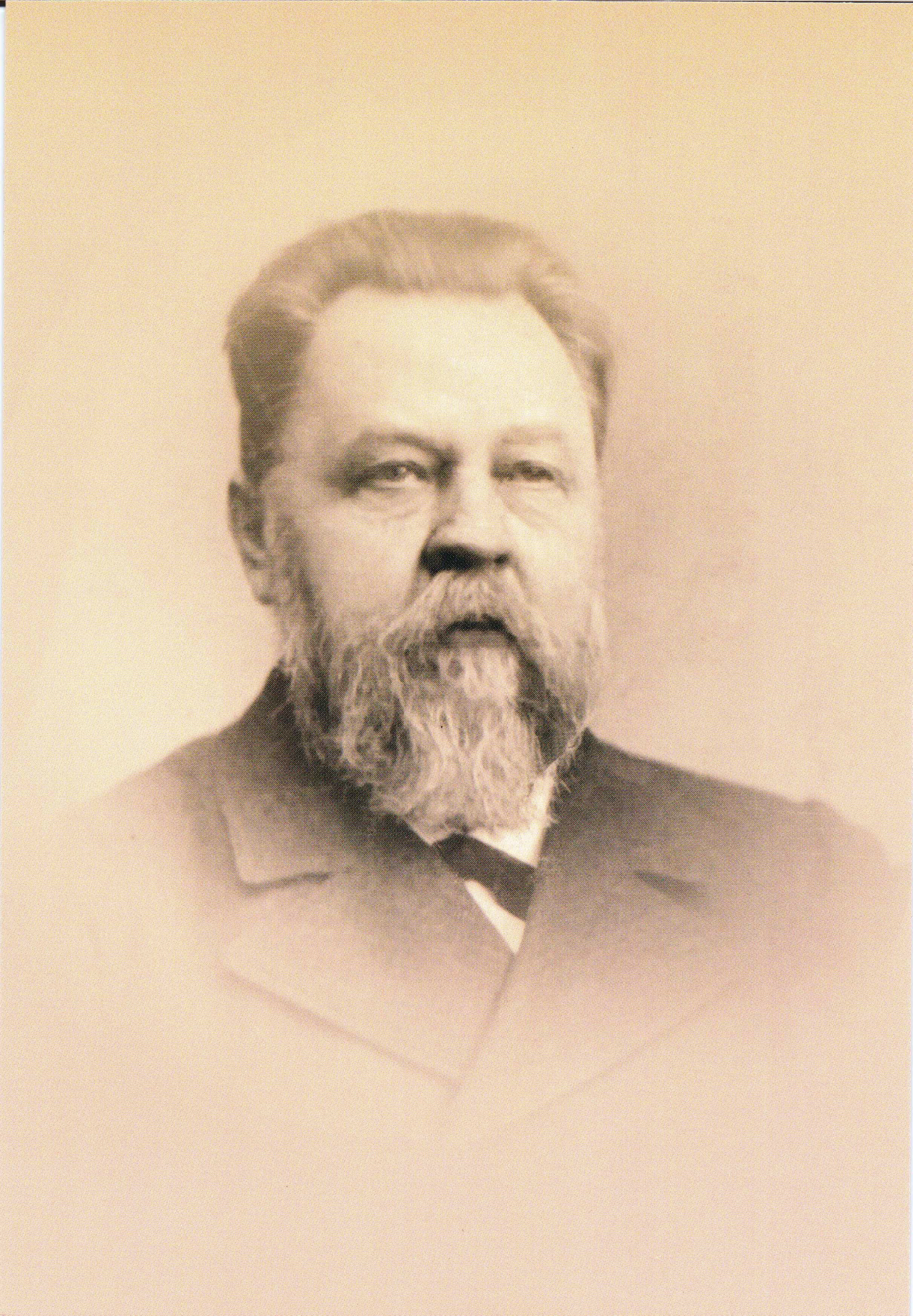
Dirigent a pianista Ilja Iljič Slatin, 1890–1900
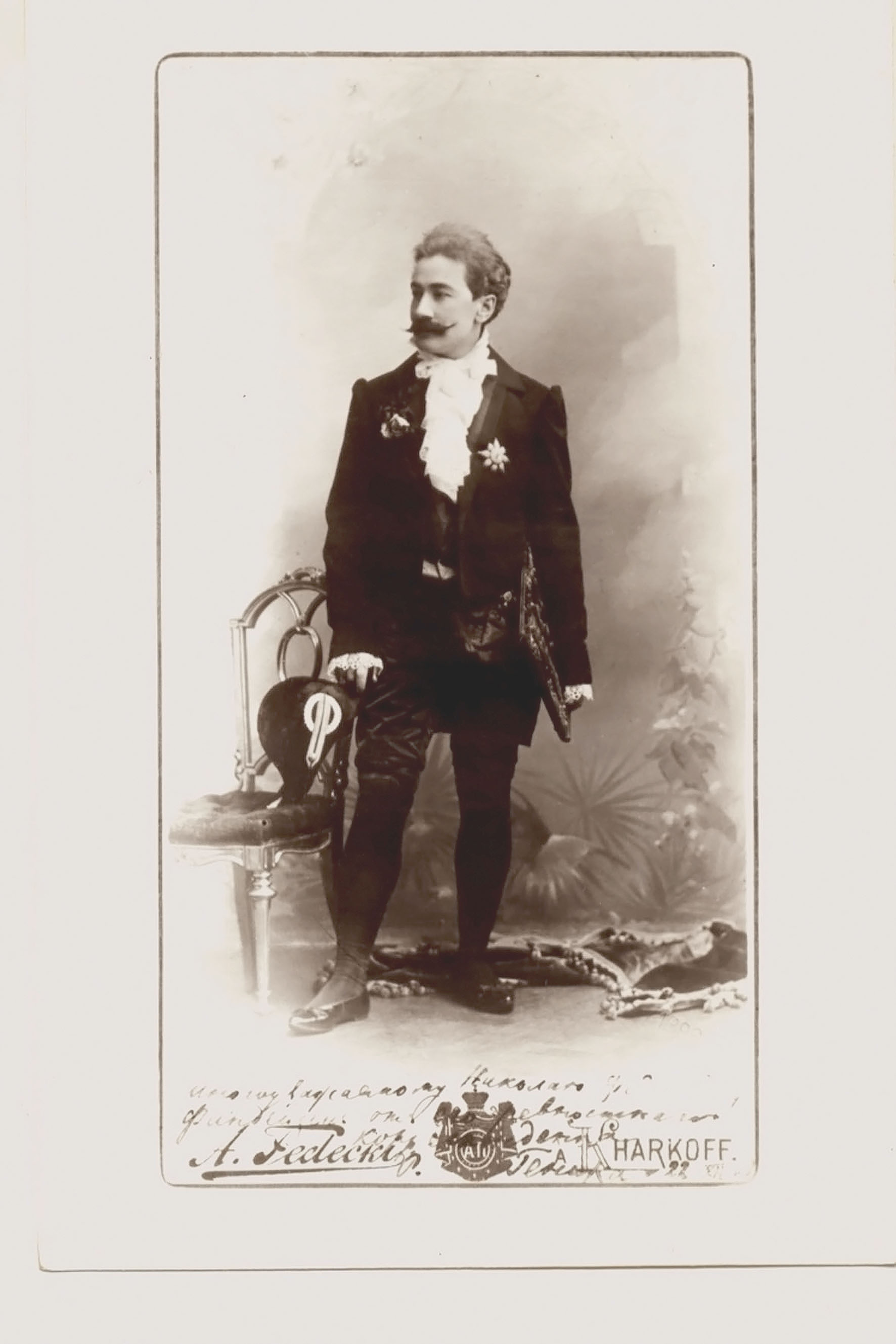
Pianista Rostislav Genika, 1890–1900
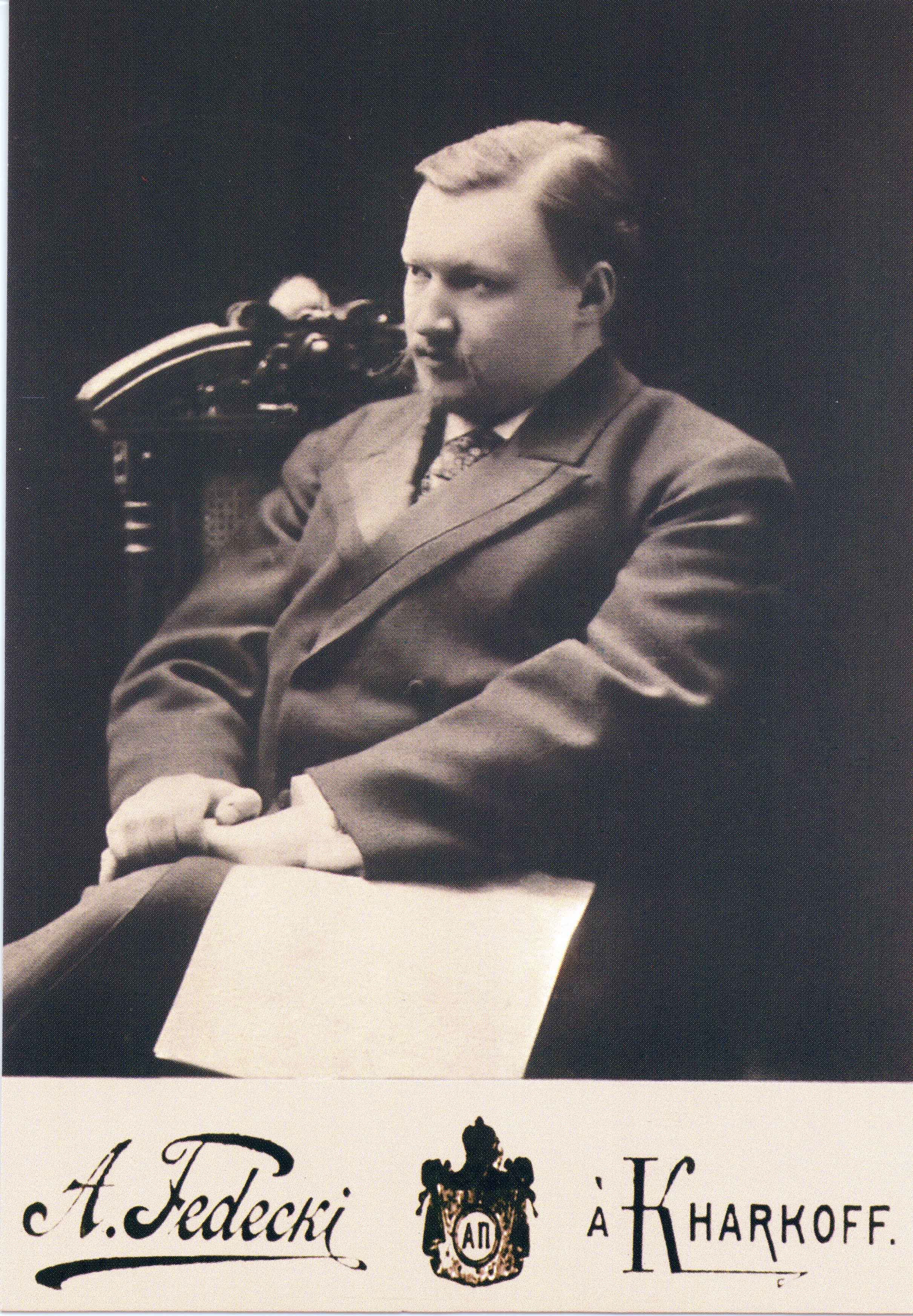
Skladatel a dirigent Alexandr Glazunov, 1899
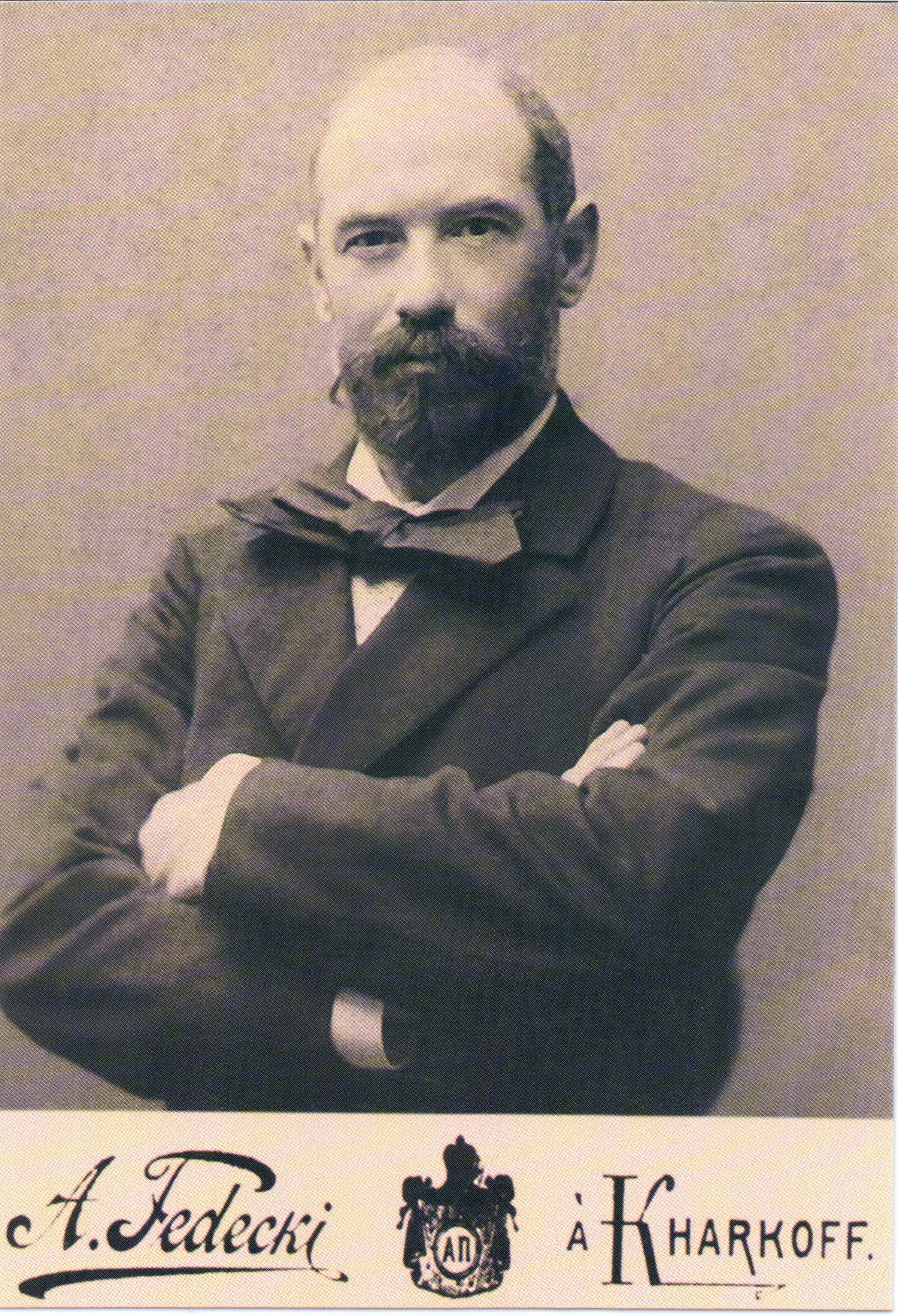
Portrét A. A. Gorského, 1900
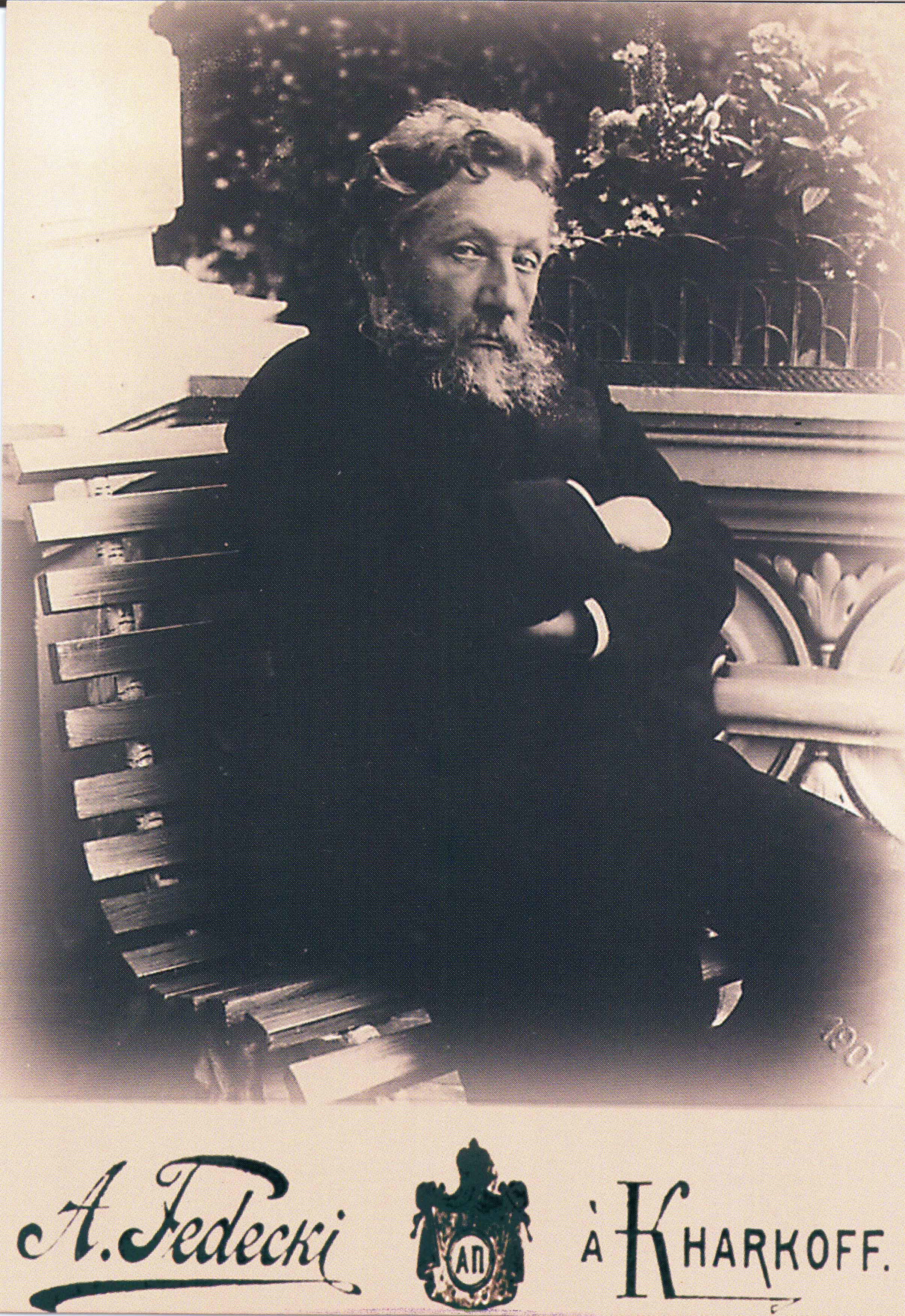
Alexej Kirillovič Alčevskij, 1901
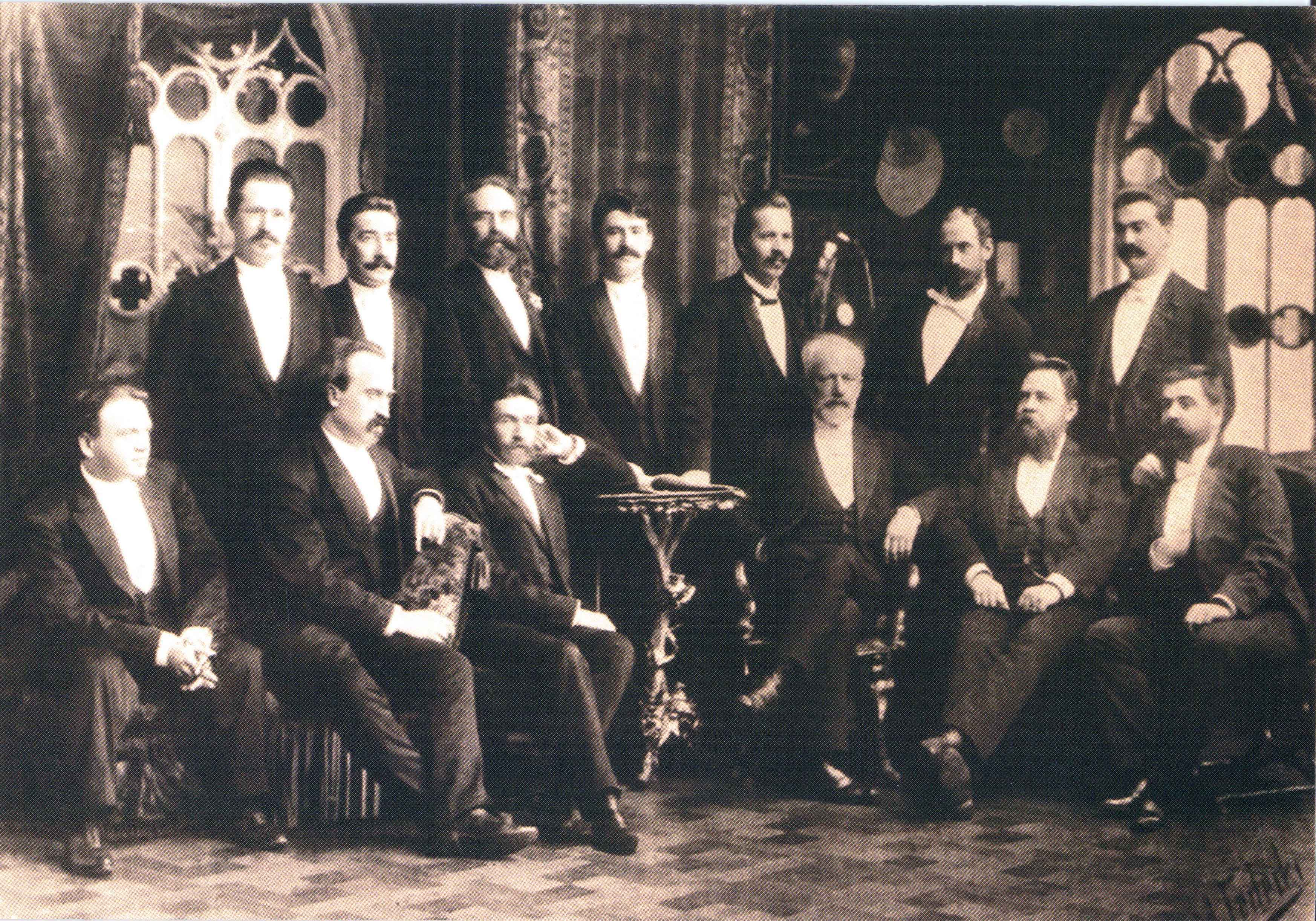
Členové Charkovské pobočky Ruské hudební společnosti a P. I. Čajkovskij, 1893
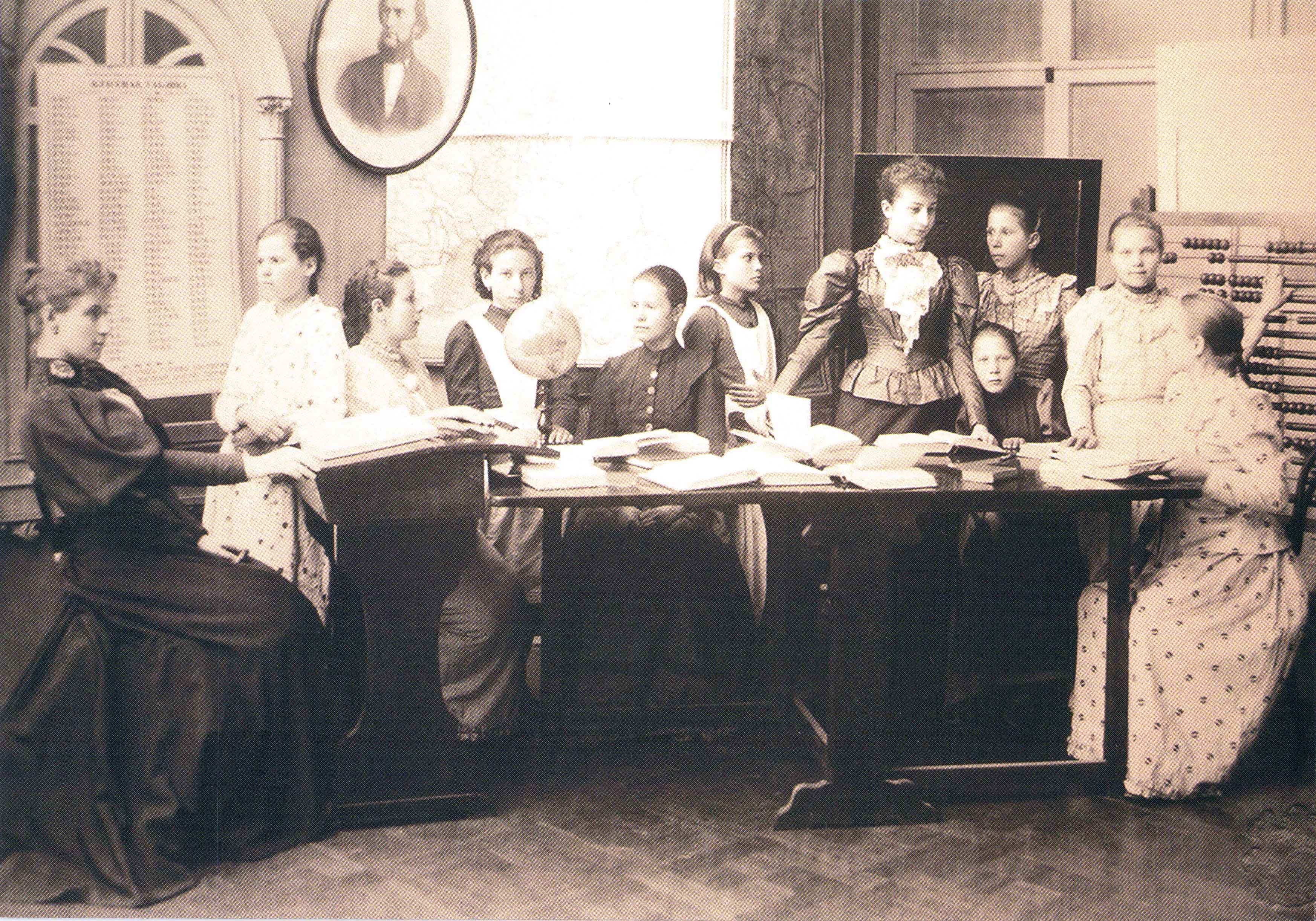
Třída nedělní školy K. Alčevské, Charkov, 1900
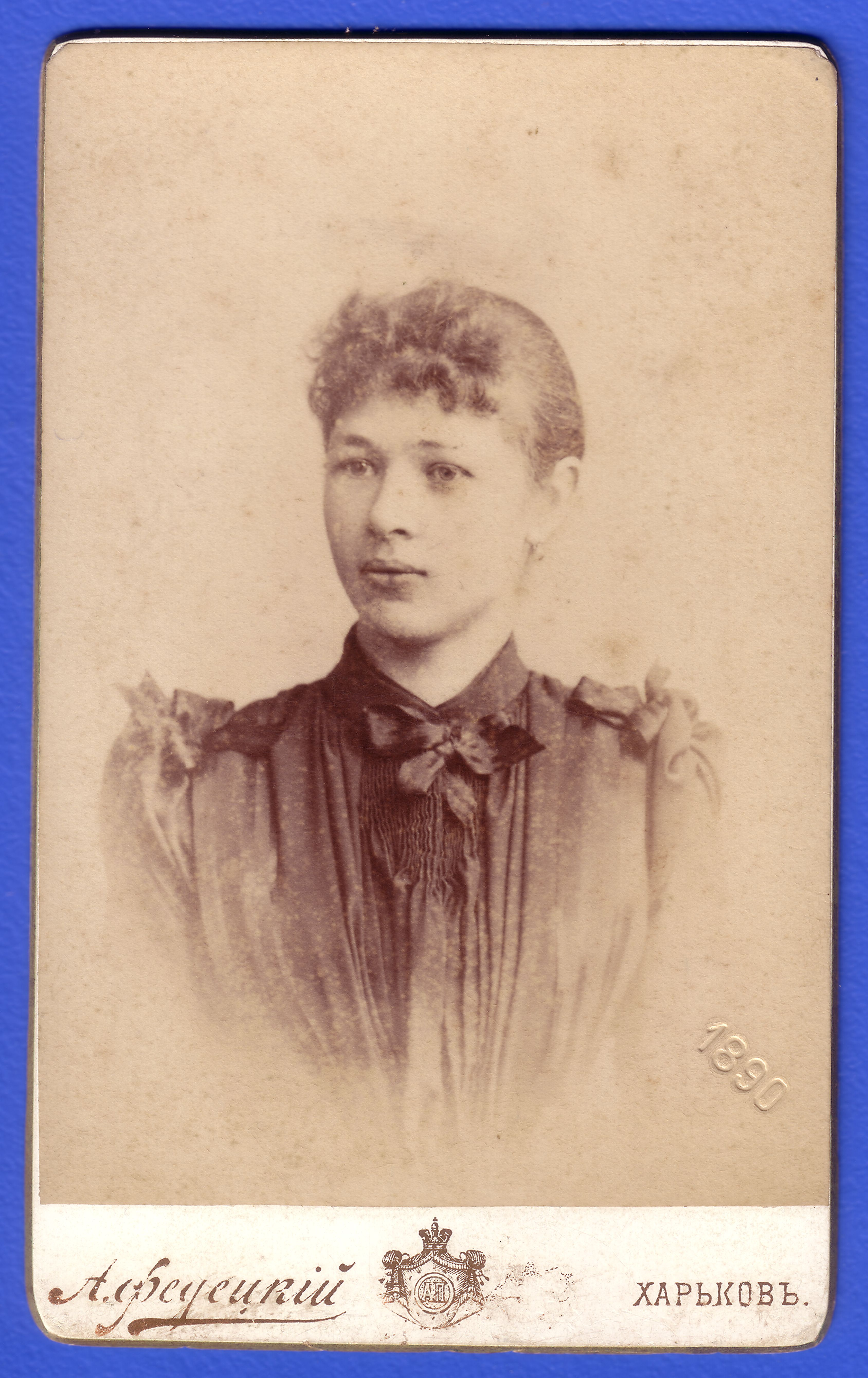
Portrét dívky, 1885–1890